# Armida al campo d'Egitto
Armida al campo d'Egitto (título original en italiano; en español, Armida en el campo de Egipto, RV 699) es una ópera en tres actos del compositor Antonio Vivaldi y libretto en italiano de Giovanni Palazzo. Se estrenó durante la temporada de carnaval del año 1718 en el Teatro San Moisè de Venecia.

## Historia
La versión que Vivaldi ofrece es diferente de las más de 50 óperas cuyo tema deriva en diverso grado de la historia de Rinaldo y Armida en el poema épico de Torquato Tasso Jerusalén liberada. A diferencia de la mayoría de ellas, basadas en el romance entre Rinaldo y Armida, la de Vivaldi empieza durante los acontecimientos previos antes de la guerra contra los cruzados. Armida fue repuesta para la temporada de carnaval del año 1738, reescribiéndose gran parte de la música, y con arias añadidas de Leonardo Leo. El Acto II de la versión original de la ópera está actualmente perdido.
Esta ópera se representa muy poco; en las estadísticas de Operabase Archivado el 14 de mayo de 2017 en Wayback Machine. aparece Armida y Armida al campo d'Egitto con sólo una representación cada uno de los títulos en el período 2005-2010.

## Personajes
| Personaje                  | Tesitura                       | Reparto del estreno |
| -------------------------- | ------------------------------ | ------------------- |
| Armida, una princesa real  | contralto                      | Antonia Merighi     |
| Califfo, el rey de Egipto  | bajo                           | Annibale Imperatori |
| Tisaferno                  | contralto castrato             | Francesco Braganti  |
| Adrasto                    | contralto (papel con calzones) | Costanza Maccari    |
| Emireno, un general        | contralto castrato             | Francesco Natali    |
| Erminia, una princesa real | soprano                        | Chiara Orlandi      |
| Osmira, sobrina de Califfo | soprano                        | Rosa Venturini      |

## Grabaciones
Grabación completa con una versión restaurada del Acto II:
- Armida al campo d'Egitto (Concerto Italiano; Rinaldo Alessandrini, director). Sello: Naïve OP30492. (2010)

La obertura de Armida al campo d'Egitto puede oírse en:
- Vivaldi: Opera Overtures (I Solisti Veneti; Claudio Scimone, director). Sello: Apex 2564605372.

Dos arias de la obra, Invan la mia pietà tenta l'ingrato y Chi alla colpa fà tragitto, pueden oírse en:
- Vivaldi: Arie Per Basso (Lorenzo Regazzo, bajo; Concerto Italiano; Rinaldo Alessandrini, director). Sello: Naive 30415.